# Europa Nostra

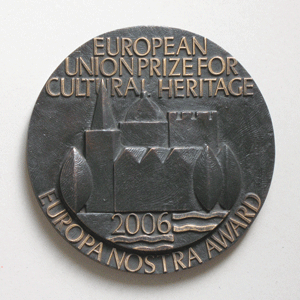
Нагорода Europa Nostra, випущена 2007 року

Europa Nostra(лат.) (Наша Європа) — загальноєвропейська федерація асоціацій, створена з метою популяризації і захисту культурної спадщини та природного середовища Європи. Федерація складається із 250 неприбуткових недержавних організацій, що працюють у 45 європейських державах.

## Історія діяльності
Асоціація заснована 1963 року і має штаб-квартиру в Гаазі. Від 1978 року вручаються нагороди для підтримки і відновлення об'єктів культури в європейських країнах. Більшість національних асоціацій, головним чином, працюють у сфері захисту місцевої культурної спадщини при співпраці із великими установами, такими як Європейський Союз, Рада Європи та ЮНЕСКО.
2002 року Європейський Союз ініціював програму European Union Prize for Cultural Heritage / Europa Nostra Awards. Метою цієї програми є:
- сприяння встановленню високих і суворих стандартів у галузі охорони культурної спадщини;
- стимулювання обміну досвідом і компетенцією на наднаціональному рівні;
- стимулювання організації заходів з розвитку культурної спадщини.

Нагороди присуджують в таких категоріях:
- Категорія 1: Збереження культурної спадщини.
- Категорія 2: Наукові дослідження.
- Категорія 3: Окремі особи або організації.
- Категорія 4: Освіта, навчання і підвищення обізнаності.

## Покровителі
- Мадлен, принцеса Швеції[1]